# Henry Wood
Sir Henry Wood (3. marts 1869 – 19. august 1944) var en britisk dirigent. Wood formede i 1895 den berømte Promenade Concert som spredte og populariserede kunstmusikken og specielt den britiske. Efter hans død begyndte koncerterne at blive kaldt Henry Wood Promenade Concerts, fra BBC Proms. Henry Wood blev adlet i 1911 for sin kulturelle gerning.